# Bezerédj István

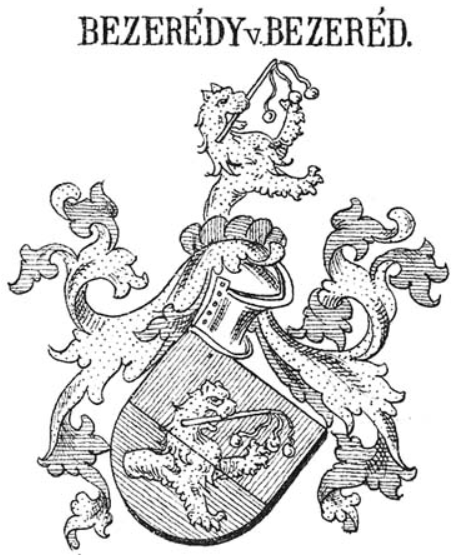
A Bezerédj család címere

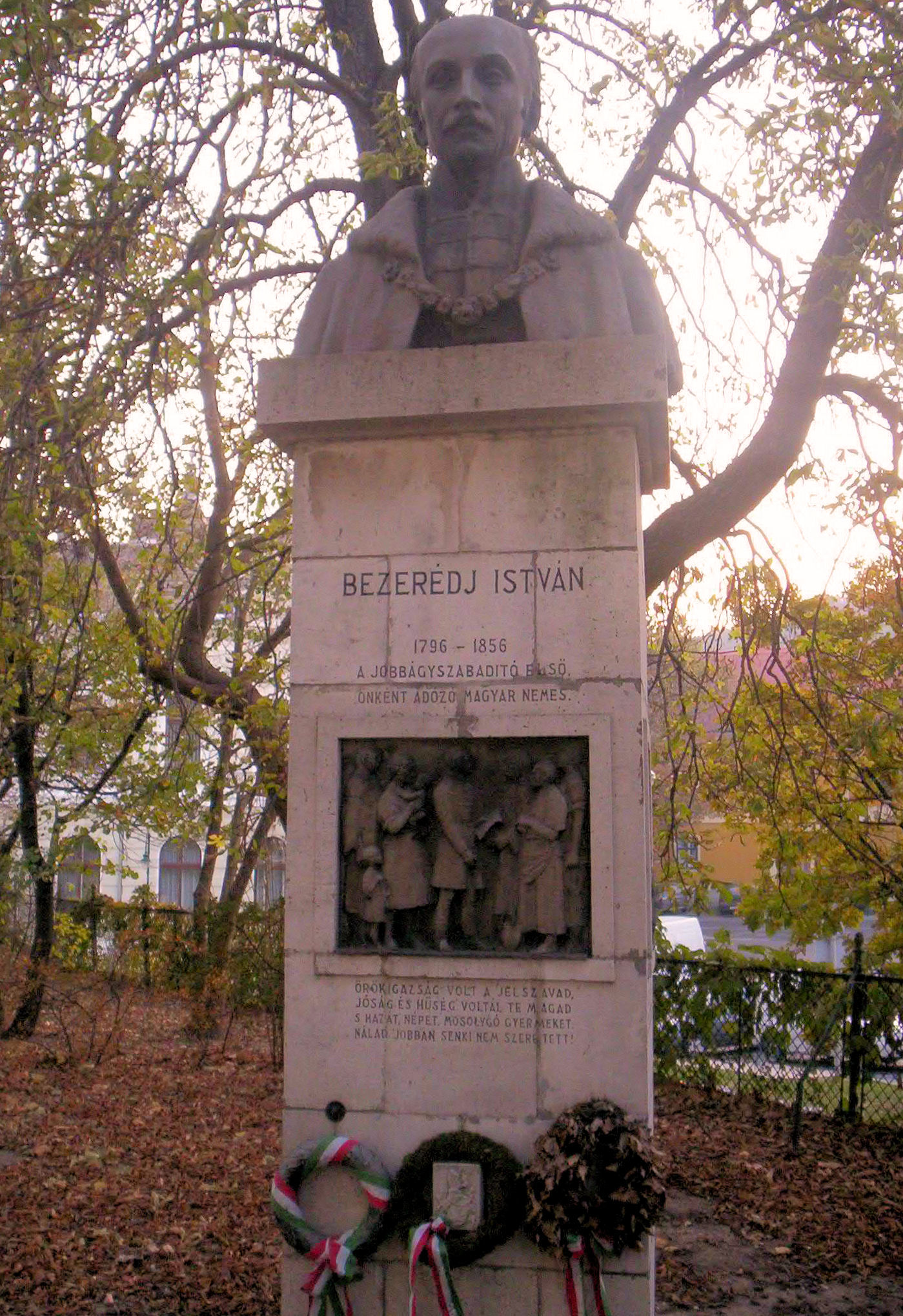
Bezerédj István szobra Szekszárdon

Bezerédi Bezerédj István (Szerdahely, 1796. október 28. – Hidja-puszta (Szedres mellett), 1856. március 6.)  reformkori politikus, kiváló szónok.

## Életpályája
Az ősrégi dunántúli nemesi bezerédi Bezerédj család sarja. A "Sándor István" név alatt keresztelték meg. Apja, idősebb bezerédi Bezerédj István (1771–1843) soproni szolgabíró, majd a vármegye főjegyzője, édesanyja felsőbüki Nagy Erzsébet (1774-1837) volt. 1796. október 28-án született délelőtt fél 11-kor; keresztszülei anyai nagyapja, felsőbüki Nagy Sándor (1736-1799), soproni alispán, és apai nagyanyja, özvegy bezerédi Bezerédj Mihályné tengeliczi Gindly Zsófia (1734–1819) voltak. Anyai nagybátyja, felsőbüki Nagy Pál (1777–1857) liberális politikus, országgyűlési követ, földbirtokos volt.
Iskoláit Pozsonyban és Sopronban végezte, majd Tolna megyébe költözött. Itt már fiatalon, 1823-tól aktívan bekapcsolódott a megyei közéletbe, Csapó Dániellel a liberális ellenzék szervezője lett. Legfőképpen az alkotmány helyreállítása, az országgyűlés összehívása mellett érvelt. Az 1830-as és az 1832–36 közötti országgyűléseken Tolna vármegye képviselőjeként vett részt. Az utóbbin tűnt fel kiváló szónokként, amikor az úrbér kérdésének tárgyalásánál ő küzdött legerőteljesebben az adózó nép terheinek könnyítése érdekében.
Az 1839–40-es pozsonyi országgyűlésen csak egy ideig volt követ, azután ellenzéke elérte visszahívását. Mégis, amikor az országgyűlés egy büntető törvényjavaslat kidolgozására országos választmányt küldött ki, annak ellenére, hogy nem volt követ, tagul választották. Humanitárius elveket vallott, ellenezte a halálbüntetést, és ezt igyekezett a büntető törvénykönyvet kidolgozó bizottságban is érvényesíteni, melynek tagja volt. Az 1843–44-es pozsonyi országgyűlésen ismét Tolna megyét képviselte; erélyesen küzdött a halálbüntetés eltörlése és a közteherviselés mellett.
Kiváló szónok volt, „magyar Démoszthenésznek” nevezték. Tetteivel is alátámasztotta elveit. 1836-ban Brunszvik Terézzel, Kossuth Lajossal és Szentkirályi Móriccal megalapította a Kisdedóvó Intézeteket Magyarországban terjesztő Egyesületet. Az ország első óvodáját saját költségén ő alapította Hidján, felesége, Bezerédj Amália vezetése alatt. A selyemhernyó-tenyésztés érdekében az 1830-as évek elején szederegyletet alapított, s megkezdte a selyemfonal-előállítást. Az első nemes földesúr, aki 1836 után jobbágyaival örökváltsági szerződést kötött, s megkönnyítette jobbágyainak a jobbágymegváltást.
Amikor az 1844-es országgyűlésen a közteherviselés ügye hosszas vita után megbukott, a következő megyegyűlésen adózásra kötelezte saját magát. Ezt az eljárását Széchenyi a „pisztoly idő előtti elsütésének” nevezte. Tagja volt még az 1848-as országgyűlésnek is; Debrecenben a békepárthoz tartozott.
1850. augusztus 5-én kötél általi halálra s vagyona elkobzására ítélték, de kegyelmet nyert.

## Házasságai és leszármazottja
Első feleségét, a távoli rokonát bezerédi Bezerédj Amália Krisztina (Szentivánfa, 1804. április 15. – Máriavölgy, 1837. szeptember 21.) kisasszonyt, a kisdedóvás buzgó terjesztőjét, Szombathelyen 1821. június 25-én vette el; szülei Bezerédi Bezerédj György (1779–1863) alnádor, királyi tanácsos, a kőszegi kerületi tábla elnöke, és mezőszegedi Szegedy Antónia (1782–1842) voltak. A menyasszony apai nagyszülei bezerédi Bezerédj Péter (1754-1812), insurgens kapitány, földbirtokos, és a barkóczi Rosty családból való barkóczi Rosty Magdolna (1762-1799) voltak. Az anyai nagyszülei mezőszegedi Szegedy Ignác (1736-1796) zalai alispán és barkóczi Rosty Katalin (1753-1787) voltak. A frigyükből egy leány született aki fiatalon hunyt el:
- Bezerédj Flóra Mária Anna Erzsébet Antónia (Pozsony, 1834. május 8.–Pest, 1844. december 5.)

Első felesége halála után 10 évvel Bezerédj István ismét házasságot kötött: az elhunyt felesége húgát bezerédi Bezerédj Etelka (Szentivánfa, 1807 július 12.–Hidja-puszta (Szedres mellett), 1888. június 15.) kisasszonyt Tolnán 1848. június 10.-én vette el. A második házasságából nem származott gyermek.

## Művei
Követi jelentése Tolna vármegyének az 1836. eszt. júl. 5-én tartott közgyűlési jegyzőkönyvéből (Pest, 1836)